# Frank Hughes
Frank Hughes, född 3 september 1889, död 4 juni 1974, var en friidrottare från Kanada. Han deltog vid olympiska sommarspelen 1928.